# Diario de Pontevedra
El Diario de Pontevedra és un diari gallec que s'edita ininterrompudament a la ciutat de Pontevedra des del 2 d'abril de 1968, propietat des de 1999 del Grupo El Progreso de Lugo. Des de 2001 té la seu a la rúa Lepanto. La impressió es realitza a la rotativa d'El Progreso, a Lugo.
És un diari de caràcter eminentment local i provincial, centrat en la rodalia de la ciutat de Pontevedra. Té delegacions a Marín, Bueu, Poio, Sanxenxo, O Grove, Vilagarcía de Arousa, Caldas de Reis, Vigo, Lalín i A Estrada.